# アンタール
『アンタール』（露: Антар）作品9は、ニコライ・リムスキー＝コルサコフが1868年に作曲した管弦楽作品である。当初は交響曲第2番嬰ヘ短調『アンタール』として作曲されていた。その後1875年と1897年に2度の改訂を行っているが、第3版（1897年）で交響曲でなく交響組曲とされた。今日演奏されるのは第3版であるが、「交響組曲」としてよりも「交響曲第2番」として扱われることが多い。1875年版が出版されたのは翌年（ベッセル社）だったが、1897年版は作曲者の死後に出版されている。
曲は4つの楽章からなり、6世紀アラビアの詩人アンタール（アンタラ・イブン・シャッダード）の見る夢と、彼が夢の中で実現を約束される3つの願望を表している。『シェヘラザード』同様、リムスキー＝コルサコフ好みの東洋趣味あふれた作品である。また、中東の民謡などが実際に曲中で主題として使われている。

## 初演
1876年にサンクトペテルブルクにて初演（第2版）

## 楽器編成
以下の編成は第3版にもとづく。
フルート3、ピッコロ（第3フルートの持ち替え）、オーボエ2、イングリッシュホルン（第2オーボエの持ち替え）、クラリネット2、ファゴット2、ホルン4、トランペット2、トロンボーン2、バストロンボーン、チューバ、ティンパニ（3台）、トライアングル、タンバリン、大太鼓、シンバル、タムタム、ハープ、弦五部（第1ヴァイオリン（16人、ソリあり）、第2ヴァイオリン（14人、ソリあり）、ヴィオラ（12人）、チェロ（10人、ソリあり）、コントラバス（8人））

## 標題のあらすじ
現世をはかなんでパルミラの廃墟に隠遁していたアンタール。彼はある日、一頭のカモシカを襲う巨大な鳥を槍を投げつけて追い払う。カモシカの正体はパルミラの妖精の女王ギュル・ナザールであった。彼は夢の中で女王の宮殿に招待されて、彼女から礼として「人生の3つの喜び」を贈ると約束される。

## 構成
第1楽章「アンタールの夢」
Largo（廃墟の描写、アンタールの主題） - Allegro（女王の主題、鳥の攻撃と撃退） - Largo - Allegretto（宮殿の描写） - Adagio（女王とアンタールの会話） - Allegretto（宮殿の描写） - Largo
第2楽章「復讐の喜び」
Allegro - Molto allegro - Allegro - Molto allegro
第3楽章「権力の喜び」
Allegro risoluto alla marcia
第4楽章「愛の喜び」
Allegretto vivace - Andante amoroso （再び人生に疲れ果てたアンタールは、女王との愛の喜びの中で死んでいく）